# Novembre 1914

## Événements
- Stabilisation du front de la mer du Nord à la Suisse. Début de la guerre de tranchée

- 1er novembre : 

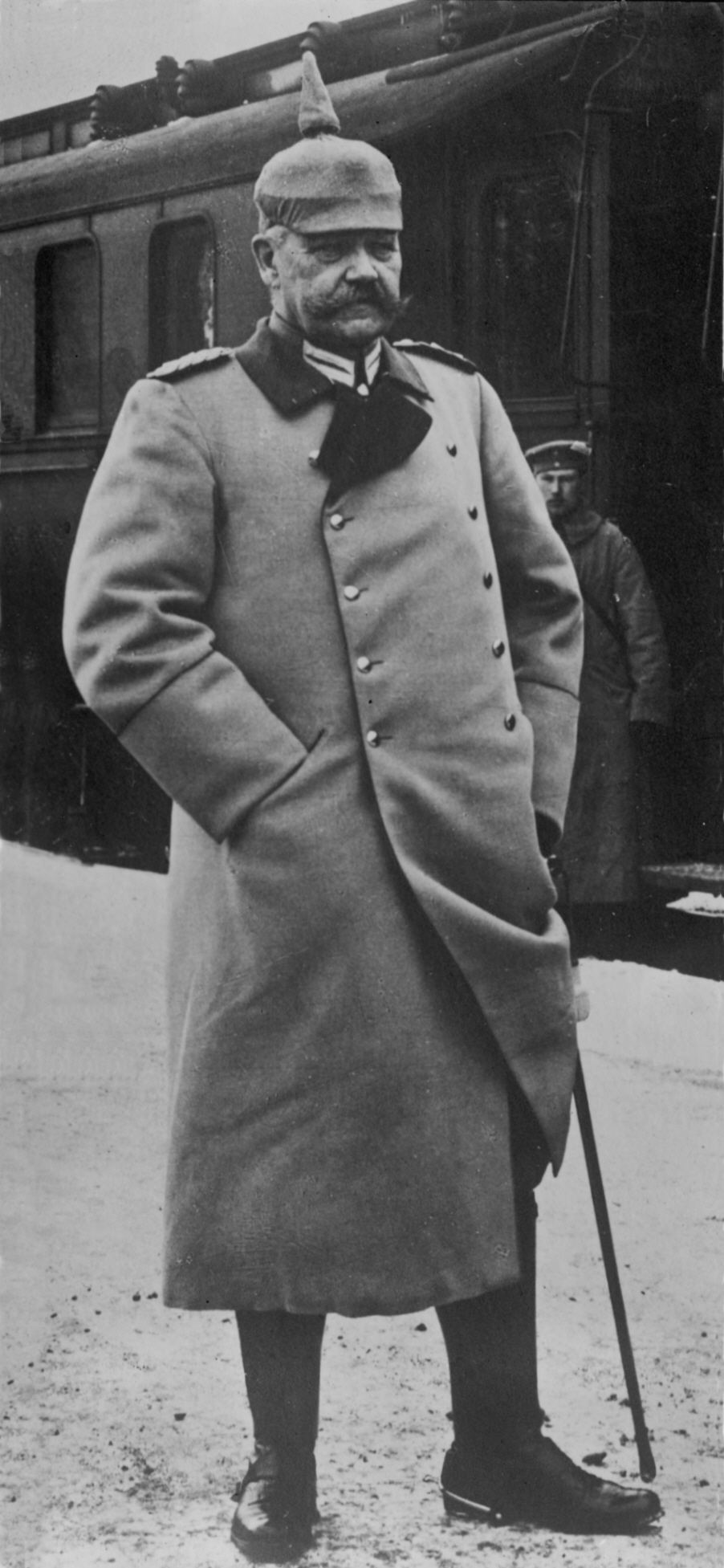
Le général von Hindenburg

  - Une flotte allemande du vice-amiral Maximilian von Spee défait les Britanniques à Coronel.
  - Le Koweït est placé sous protectorat britannique pour éviter toute violation de son territoire.
  - Le général Paul von Hindenburg devient commandant en chef des armées allemandes sur le front de l’Est.

- 2 novembre : le royaume de Serbie déclare la guerre à l'Empire ottoman qui rejoint les Allemands et les Autrichiens.

- 3 novembre : l’Amirauté fait miner la mer du Nord déclarée « zone de guerre ». Le Royaume-Uni fait confiance à sa marine pour protéger le pays et établir un blocus économique. Il ne possède en effet qu’une armée de métier de 250 000 hommes dispersés à travers le monde dont 60 000 seulement sont prêts à partir pour la France.

- 5 novembre : les Britanniques annexent Chypre, qu'ils administraient jusque-là sous souveraineté ottomane.

- 6 novembre : blocus économique de l’Allemagne.

- 10 novembre : 
  - Reddition complète aux Japonais de toute la concession allemande de Jiaozhou.
  - Les Russes doivent cesser l’offensive devant la poussée des troupes allemandes sur Łódź.
  - Inauguration du canal de Houston 10 novembre 1914.

- 15 novembre : mêlée des Flandres. Victoire des armées françaises, britanniques et belge autour d’Ypres et de Dixmude.

- 22 novembre : en Mésopotamie, les Britanniques prennent Bassorah afin d’assurer la protection du Golfe et le ravitaillement en pétrole persan.

- 23 novembre : les États-Unis se retirent de Veracruz.

## Naissances
- 2 novembre : Salvatore Crippa, coureur cycliste italien († 30 novembre 1971).
- 3 novembre : Jules Rossi, coureur cycliste italien († 30 juin 1968).
- 5 novembre : Emmanuel Kiwanuka Nsubuga, cardinal ougandais, archevêque de Kampala († 20 avril 1991).
- 7 novembre : Jean Cluseau-Lanauve, peintre français († 7 février 1997).
- 8 novembre : 
  - Frede, animatrice de cabarets († 13 février 1976).
  - Norman Lloyd, acteur américain († 11 mai 2021).
  - Eileen Kramer, danseuse et chorégraphe australienne († 15 novembre 2024).
- 15 novembre :
  - Giuseppe Caprio, cardinal italien de la curie romaine († 15 octobre 2005).
  - Philémon De Meersman, coureur cycliste belge († 2 avril 2005).
- 17 novembre : Albertin Dissaux, coureur cycliste belge († 10 juillet 2002).
- 20 novembre : Charles Berlitz, enquêteur américain du paranormal († 18 décembre 2003).
- 24 novembre : 
  - Agostino Casaroli, cardinal italien, Secrétaire d'État du Vatican († 9 juin 1998).
  - Umberto Bruni, sculpteur et peintre canadien († 1er février 2021).
- 25 novembre
  - Jacques Debary, acteur français († 9 décembre 2011).
  - Léon Zitrone, journaliste français et animateur de télévision († 25 novembre 1995).
- 28 novembre : Mud Bruneteau, joueur de hockey sur glace († 15 avril 1982).